# Partido Jatiya (Ershad)
Partido Nacional Ershad ou Partido Jatiya - Ershad (em bengali:  জাতীয় পার্টি , em inglês:  National Party (Ershad)), geralmente abreviado JP-E, é um partido político bengali fundado por Hossain Mohammad Ershad em 1 de janeiro de 1986.
O chefe do exército, o tenente Ershad usurpou o poder em um golpe militar no dia 24 de março de 1982 e governou o país pela lei marcial e sem o Congresso. Proibiu as atividades dos partidos políticos quando o estado de emergência entrou em vigor. Em 1985, buscou apoio civil e incluiu nacionalistas em seu gabinete, assim formou-se o Partido Jatiya. Nas eleições parlamentares de 1986, se tornou a representação mais forte por maioria absoluta, devido à fraude eleitoral e ao boicote dos dois maiores partidos do país. Ershad acabaria renunciando após uma revolta popular em 1990. 
Em 1997, parte do partido dividiu-se sob a liderança do ministro Anwar Hossain Manju e a partir de então surgiu o Partido Jatiya (Manju). Em 2001, ocorreu outra ruptura liderada por Naziur Rahman Manzur, que desde então disputa como Partido Jatiya (Naziur). Para distinguir essas duas facções, o restante do Partido Jatiya paasou a ser chamado de Partido Jatiya (Ershad).
Atualmente a esposa de Ershad, Rowshan Ershad, atua como líder da oposição pelo Partido Jatiya.